# 正八胞体

4次元超立方体の3次元投影図

正八胞体（せいはちほうたい、または四次元超立方体、英語: 8-cell、オクタコロン〈英: octachoron〉、テッセラクト〈英: tesseract、テセラクトとも〉）とは、四次元正多胞体の一種で8個の立方体からなる、四次元の超立方体である。
- 胞（構成立体）：立方体8個
- 面：24枚の各正方形に立方体2個が集まる。
- 辺：32本の各辺に正方形3枚、立方体3個が集まる。
- 頂点：16個の各頂点に辺4本、正方形6枚、立方体4個が集まる。
- 双対：正十六胞体
- シュレーフリ記号：{4,3,3}

胞、面、辺、頂点の数はパスカルのピラミッドの第5段（Layer 4）の三角形の各段の数字の総和に等しい。超立方体の対角線に沿って見た場合、胞、面、辺、頂点は各段の数字通りのグループに分割される。また面、辺、頂点に集まる図形の数はそれぞれの形状により、線分の端点の数（パスカルの三角形の第3段）、正三角形の頂点と辺の数（第4段）、正四面体の頂点と辺と面の数（第5段）に等しい。
立方体の針金をせっけん液に二度浸してシャボン玉を作ると、正八胞体のある種の三次元投影図の形になることが知られている（ただし、このときできる面はわずかに曲がっている）。

## ギャラリー

正八胞体の回転図
左の図を平行法で立体的に見る
正八胞体の等角図